# Marcel Bouteron
Marcel Bouteron (* 3. August 1877 in Le Mans; † 9. Juli 1962 in Vence) war ein französischer Bibliothekar, Romanist und Literaturwissenschaftler.

## Leben und Werk

### Der Bibliothekar
Bouteron studierte zuerst Jura (mit Licence 1900), dann an der École nationale des chartes, wo er 1905 abschloss mit der Arbeit Arnoul, evêque de Lisieux 1141–1184. Etudes sur les manuscrits de ses lettres, poésies et sermons et sur quelques points de sa biographie (Mâcon 1905). Er trat in die Bibliothek des Institut de France ein (damaliger Leiter war der Historiker Alfred Rébelliau) und blieb dort 36 Jahre. 1934 wurde er (als Nachfolger von Henri Dehérain) ihr Leiter bis 1941 (Nachfolger: Jean Tremblot de la Croix).
1941 wurde Bouteron (als Nachfolger des Historikers Charles Schmidt) Generalinspektor der französischen Bibliotheken und Archive. Von 1944 bis 1946 war er Leiter der gesamten französischen Bibliotheken (Nachfolger: Julien Cain). Daneben war er von 1913 bis 1952 (als Nachfolger von Georges Vicaire) verantwortlich für die literarhistorisch bedeutende Sammlung Charles de Spoelberch de Lovenjoul (Nachfolger: Jean Pommier).

### Der Balzacspezialist
Auf Initiative von Louis Conrad (vom Verlagshaus Editions Conard) erarbeitete Bouteron (zusammen mit seinem jüngeren Kollegen Henri Longnon) die gewaltige Gesamtausgabe (Oeuvres complètes) der Werke von Honoré de Balzac, die von 1912 bis 1940 in 40 Bänden erschien (Illustrierung durch Charles Huard). Die darin enthaltene Comédie humaine von Balzac gab er auch in 11 Bänden in der "Bibliothèque de la Pléiade" heraus (Paris 1935–1937, 1952–1964; Bd. 11, 1964 mit Roger Pierrot). Ferner publizierte er von 1923 bis 1928 acht Bände Cahiers Balzaciens (Nachdruck Genf 2002), von 1925 bis 1927 zwei Bände Balzaciana und annotierte (mit Henri Evans) die fünfbändige Ausgabe L'Oeuvre de Balzac von Albert Béguin (Paris 1949–1950; 16 Bde., 1950–1953).
Bouteron war ab 1940 Mitglied der Académie des sciences morales et politiques.
Bouteron war der führende Balzacforscher seiner Zeit. Man hat von ihm sagen können: Er weiß mehr über Balzac als Balzac selbst (Paul Valéry) und: Ohne ihn gäbe es gar keinen Balzac (vgl. Madeleine Ambrière 2008).

## Weitere Werke (Auswahl)
- (mit Robert Burnand und Pierre Caron [1875–1952]), Répertoire méthodique de l'histoire moderne et contemporaine de la France, 2 Bde., Paris 1911–1913
- Le Culte de Balzac, Abbeville 1924
- Muses romantiques, Paris 1926, 1934
- Danse et musique romantiques, Paris 1927
- (mit Jean Tremblot de la Croix) Catalogue général des manuscrits des bibliothèques publiques de France, Paris 1928
- La véritable image de Mme Hanska, Paris 1929
- Pologne romantique, Paris 1937
- (Hrsg. mit Jean Pommier) Balzac, Louis Lambert, Paris 1954